# Massimo Desiato
Massimo Desiato (Térmoli, 5 de octubre de 1961-Palma de Mallorca, 25 de octubre de 2013) fue un filósofo italo-venezolano, realizó estudios de filosofía en la Universidad de Urbino (Italia) (Venezuela) en 1986. Magíster y Doctor en filosofía por la Universidad Simón Bolívar (Venezuela), ejerció la docencia durante muchos años como profesor titular en la UCAB y como profesor asociado en diversas universidades de prestigio.
Fue un escritor profuso, publicando numerosas obras entre libros, ensayos, artículos en prensa escrita y revistas especializadas en las áreas de teoría crítica de la comunicación, antropología filosófica, ética y economía, filosofía social y política. También escribió de forma extensa sobre la obra de Nietzsche y Foucault. Entre sus obras destacaron especialmente Nietzsche, crítico de la postmodernidad (1998) y Más allá del consumismo: las necesidades humanas y el problema de los bienes (2001).

## Biografía
Massimo Desiato nació en Térmoli, Italia, de Alessandra y Giuseppe Desiato. En el año 1973, la familia Desiato se trasladó a Venezuela en busca de oportunidades laborales, llegando primero al puerto de La Guaira y trasladándose posteriormente a Caracas.
Realizó estudios de filosofía entre los años 1979 y 1981 en la Libera Universitá degli Studi, en Urbino (Italia). Obtuvo la licenciatura en filosofía en la Universidad Católica Andrés Bello, donde se graduó Cum laude en 1986. Magíster (1990) y primer Doctor en Filosofía (1994) por la Universidad Simón Bolívar. Además, entre los años 2002 y 2003 realizó diversos estudios en la Università Ca' Foscari de Venecia bajo el título La ética retórica. Los medios de comunicación y la Nueva Ilustración.
Fue coordinador académico de la Cátedra de Filosofía UNESCO para América Latina, Región Norte entre 1997 y 1999. Director del Centro de Estudios Filosóficos UCAB desde el 1 de diciembre de 1997 hasta julio de 2002. Profesor titular por la UCAB, también ejerció en calidad de profesor asociado en la Universidad Simón Bolívar desde 1990 hasta 1999 y en la Universidad Metropolitana desde 1988 hasta 1994. Fue Director del Taller de Ensayo del Centro de Estudios Latinoamericanos Rómulo Gallegos durante el año 2005 y se desempeñó en la Universidad de Barcelona, España, como profesor invitado del seminario La configuración de la subjetividad en la modernidad, 2009. Impartió, así mismo, cátedras de antropología filosófica, historia de la cultura, metodología, filosofía social y política, ética y economía.
Doctor en filosofía, profesor, maestro, educador, columnista y conferencista, fue el primer filósofo italo-venezolano en utilizar su educación clásica para tratar los problemas de las relaciones humanas en sociedad. Formado en filosofía antigua, pronto pasó a trabajar los modernos para desembocar en la filosofía contemporánea y hacer un uso de ella interdisciplinario, con el fin de abordar los problemas sociales, políticos, éticos y económicos de la patria que lo vio ejercer. Influenciado por el saber de sus «amigos» Nietzsche, Freud, Sartre, Foucault, Proust, Marx y otros tantos, tenía la firme convicción que era posible una autorreflexión capaz de generar sociedades más solidarias, justas y democráticas. Se dedicó con todas sus fuerzas a trabajar la cuestión social en todo aquello que producía. También profundizó de manera profusa en la obra de Nietzsche, elaborando numerosos textos en torno a la misma y convirtiéndose en vehículo para la compresión del filósofo alemán en castellano.
Publicó diversos libros y gran cantidad de artículos en prensa y revistas especializadas, muchos de los cuales en las áreas de teoría crítica de la comunicación, antropología filosófica, ética y economía, filosofía social y política y, en particular, sobre la obra de Nietzsche y Foucault. Fundador y director de la revista de filosofía “LOGOI” de la UCAB desde el 1 de diciembre de 1997 hasta enero de 2004. Fue colaborador por muchos años del diario El Nacional de Venezuela. Fue miembro del consejo de redacción de “a-nexus”, Suplemento Cultural de La Voce d’Italia. También colaboró en numerosas ocasiones con las revistas SIC Semanal y Comunicación del Centro Gumilla. Una de las últimas obras literarias que publicó fue Crítica de una revolución anunciada. Un discurso sobre Venezuela, donde destacó la conflictividad social en el país y el papel de los derechos humanos.
Fue propuesto «Personaje del milenio» en una edición especial de la revista Primicia, magacín del diario El Nacional, publicada el 7 de diciembre de 1999, en la que se trató la posible relevancia de diversas personalidades en el futuro de Venezuela a lo largo del milenio entrante.
También impartió conferencias y charlas, como Del vidrio a la dinamita para la Universidad Autónoma de Barcelona; otras de forma desinteresada, por amor a la cultura y la dialéctica, como el primer y único seminario filosófico que se ha llevado a cabo en la Biblioteca Caterina Figueras, que se desarrolló en seis sesiones en torno al libro Tecnologías del Yo de Michel Foucault.
El placer de hablar de forma inteligible de temas intrincados y su vocación pedagógica, lo pusieron al alcance de sus alumnos, muchos de los cuales lo tuvieron en alta estima. Para él resultaba muy necesaria la labor didáctica de todo filósofo, a veces olvidada:

(...) este aspecto pedagógico adquiere un carácter muy significativo porque permite a la filosofía ejercer una función social. La filosofía reniega de la educación porque el filósofo no se asume como educador y entonces, se convierte en un diálogo entre especialistas. No se hace entender.
Massimo Desiato

Siempre destacó, además, la importancia del papel activo del alumno en el sistema educativo, que debe convertirse en algo más que un mero observador, ya que de lo contrario, según él, se estarían desaprovechando los logros del Mayo francés, donde se reclamaba precisamente el por qué la autoridad no podía ser cuestionada.
Su refugio fue siempre la literatura, sin tolerar aquellos autores que se esconden tras la escritura ininteligible, considerándolo una falta de respeto hacia aquel que se ha acercado a la filosofía con el fin de aprender. También disfrutaba de leer y escrutar las obras de novelistas tales como Dickens, Camus, Alejo Carpentier, Kafka, Joseph Conrad, Gustave Flaubert o Pessoa entre otros muchos.
Amante de la pintura, su obra favorita era La muerte de Sardanápalo de Eugène Delacroix.
Hombre de muchas inquietudes como literatura, arte, historia, psicología, economía, música o cine, no faltaba a su cita dominical con el Inter de Milán, del cual era seguidor acérrimo. El fútbol, además de apasionarle, le sirvió como herramienta para acercar conceptos filosóficos a sus alumnos a través de metáforas relacionadas con este deporte.
Tuvo veintiún años de complicidad intelectual y doce años de matrimonio interpares con la filósofa y socióloga Fernanda Guevara-Riera. De esta unión nació su único hijo, Diego Massimo Desiato Guevara, el 27 de julio de 2003. 
El corazón del filósofo italo-venezolano dejó de latir en Palma de Mallorca el 25 de octubre de 2013, dejando muchas investigaciones en curso que se irán publicando. 

## Publicaciones selectas

### Libros
- 1992: Introducción al estudio del hombre: dimensiones fundamentales de la existencia humana. Fundación Polar, Caracas, Venezuela. ISBN 9802440639, ISBN 9789802440634

- 1993: El hombre: retos, dimensiones, trascendencia. Universidad Católica Andrés Bello, Caracas, Venezuela. ISBN 9802440892, ISBN 9789802440894

- 1995: Lineamientos de filosofía. Universidad Católica Andrés Bello, Caracas, Venezuela. ISBN 9802441139, ISBN 9789802441136

- 1996: Construcción social del hombre y acción humana significativa. Universidad Católica Andrés Bello, Caracas, Venezuela. ISBN 9802441171, ISBN 9789802441174

- 1998: Nietzsche, crítico de la postmodernidad. Monte Ávila Editores, Caracas, Venezuela. ISBN 9806401271, ISBN 9789806401273

- 1998: El hombre en la teoría de la administración. Antropología y ética en el ámbito de la organización y gerencia de la empresa. Universidad Católica Andrés Bello, Caracas, Venezuela. ISBN 9802441848, ISBN 9789802441846

- 1998: La configuración del sujeto en el mundo de la imagen audiovisual: emancipación y comunicación generalizada. Universidad Católica Andrés Bello, Caracas, Venezuela. ISBN 9802441538 ISBN 9789802441532

- 1999: Feuerback y el rescate de la corporalidad: los inicios de la antropología filosófica. Universidad Católica Andrés Bello, Caracas, Venezuela. ISBN 9802441996, ISBN 9789802441990

- 2001: Más allá del consumismo: las necesidades humanas y el problema de los bienes. Universidad Católica Andrés Bello, Caracas, Venezuela. ISBN 980-244-300-X, ISBN 9789802443000

- 2006: Crítica de una revolución anunciada. Un discurso sobre Venezuela.

### Colaboraciones
- 1996: «El público de la comunicación: ¿el gran ausente?» en Nuevas fronteras: medios, comunicación y poder. Universidad Central de Venezuela, Fundación Carlos Frías, Caracas, Venezuela. ISBN 9806388135, ISBN 9789806388130

- 1997: «Discurso filosófico, comunicación y democracia social.» en Congreso Latinoamericano sobre Filosofía y Democracia. LOM, Santiago de Chile, Chile. ISBN 9562820548, ISBN 9789562820547

- 1997: «Emancipación y mass-media.» en Comunicación para el desarrollo. Fundación Ecológica Pampero, Universidad Católica Andrés Bello, Caracas, Venezuela. ISBN 9802441295, ISBN 9789802441297

- 1997: «Los niveles de la ética: freno y motor de la teoría económica.» en Seminario: Ética y Economía.  Universidad Católica Andrés Bello, Caracas, Venezuela. ISBN 9802441309, ISBN 9789802441303

- 1998: «En búsqueda del sujeto perdido… la gente.» en Venezuela, el país que imaginamos. Ediciones Miradas, Caracas, Venezuela. ISSN 1316-7707

- 1998: III Seminario Ciudadano Radio. Medios y elecciones. Fundación Bigott, Caracas, Venezuela. ISBN 9806428080 ISBN 9789806428089

- 1998: «Exceso y mesura en Nietzsche.» en Nietzsche más allá de su tiempo. Universidad de Valparaíso, Valparaíso, Chile. ISBN 9562000729, ISBN 9789562000727

- 1999: Hermenéutica, postmodernidad y violencia. Espacios Unión, Embajada de España, Caracas, Venezuela. ISBN 9800756914, ISBN 9789800756911

- 2000: «La política del discurso y el discurso político de Chávez.» en Antropología de unas elecciones. Universidad Católica Andrés Bello, Caracas, Venezuela.

- 2000: «¿Cómo hacer efectiva nuestra moral? A propósito de la aplicación de las coordenadas ignacianas a la UCAB.» en Conferencias sobre pedagogía ignaciana. Volumen 2 de Cuadernos ignacianos. Universidad Católica Andrés Bello, Caracas, Venezuela.

- 2001: «La construcción de la identidad en el mundo de la comunicación generalizada.» en Los rostros de la identidad. Volumen 2 de Venezuela: simposio sobre cultura popular. Universidad Simón Bolívar, Fundación Bigott, Caracas, Venezuela. ISBN 9806428129, ISBN 9789806428126

### Artículos en medios digitales
- 22 de abril de 2001: «Las tres "lógicas" de Chávez» para El Nacional en Analitica.com

- 6 de mayo de 2001: «Modernidad, modernización» para El Nacional en Analitica.com

- 3 de junio de 2001: «Evitar los extremos» para El Nacional en Analitica.com

- 17 de junio de 2001: «Otra vez las "lógicas"» para El Nacional en Analitica.com

- 19 de mayo de 2002: «Las condiciones para el diálogo» para El Nacional en Analitica.com

- 23 de septiembre de 2007: «Condiciones objetivas de la revolución» en Aporrea.org

- 26 de septiembre de 2007: «El socialismo del siglo XXI» en Aporrea.org

- 27 de septiembre de 2007: «Oposición, revolución y realidad» en Aporrea.org

- 1 de octubre de 2007: «Chavez, sueño y sentido» en Aporrea.org

- 2 de octubre de 2007: «¿Ética del consumo?» en Aporrea.org

- 3 de noviembre de 2007: «Acción colectiva y sistema» en Aporrea.org

- 17 de noviembre de 2007: «Oposición y religión» en Aporrea.org

### Participación en revistas especializadas
- Julio de 1993: «Comunicación y postmodernidad: reflexiones éticas» Archivado el 25 de mayo de 2014 en Wayback Machine. en Temas de Comunicación, número 4, Universidad Católica Andrés Bello, Caracas, Venezuela.

- Marzo de 1994: «El poder en y tras la comunicación» Archivado el 25 de mayo de 2014 en Wayback Machine. en Temas de Comunicación, número 5, Universidad Católica Andrés Bello, Caracas, Venezuela.

- Septiembre de 1994: «Comunicación masiva, tradición e identidad en Venezuela» Archivado el 25 de mayo de 2014 en Wayback Machine. en Temas de Comunicación, número 6, Universidad Católica Andrés Bello, Caracas, Venezuela.

- Octubre-diciembre de 1994: «La sociedad saturada. Ensayo antropológico sobre el impacto de las nuevas tecnologías» Archivado el 4 de diciembre de 2013 en Wayback Machine. en Comunicación, páginas 3-7, Centro Gumilla, Caracas, Venezuela.

- Abril de 1995: «Del amor a la desinformación y del fracaso de la cultura» Archivado el 25 de mayo de 2014 en Wayback Machine. en Temas de Comunicación, número 7, Universidad Católica Andrés Bello, Caracas, Venezuela.

- Enero de 1996: «Alteración y deformación de la palabra y la acción: el mundo de la imagen. Algunas consideraciones sobre la formación del sujeto» Archivado el 25 de mayo de 2014 en Wayback Machine. en Temas de Comunicación, número 8, Universidad Católica Andrés Bello, Caracas, Venezuela.

- Abril de 1997: «Del autoritarismo a la democracia real» Archivado el 4 de diciembre de 2013 en Wayback Machine. en SIC, páginas 100-103, Centro Gumilla, Caracas, Venezuela.

- Julio-septiembre de 1997: «Racionalidad comunicativa y empresa» Archivado el 4 de diciembre de 2013 en Wayback Machine. en Comunicación, páginas 50-54, Centro Gumilla, Caracas, Venezuela.

- Abril-junio de 1999: «Pensar nuevas sensibilidades sin las trampas adornianas» Archivado el 4 de diciembre de 2013 en Wayback Machine. en Comunicación, páginas 24-27, Centro Gumilla, Caracas, Venezuela.

- Mayo de 1999: «El individualismo posesivo y el reconocimiento del otro» (enlace roto disponible en Internet Archive; véase el historial, la primera versión y la última). en SIC, páginas 164-167, Centro Gumilla, Caracas, Venezuela.

- 1999: «Teoría y poder. El papel de intelectual según Foucault» en LOGOI, Revista de Filosofía, número 2, Universidad Católica Andrés Bello, Caracas, Venezuela.

- Junio de 2000: «La política rehén de la cultura» Archivado el 4 de diciembre de 2013 en Wayback Machine. en SIC, páginas 201-203, Centro Gumilla, Caracas, Venezuela.

- Julio-septiembre de 2000: «Intelectuales y el periodismo de Gramsci» (enlace roto disponible en Internet Archive; véase el historial, la primera versión y la última). en Comunicación, páginas 68-73, Centro Gumilla, Caracas, Venezuela.

- Noviembre de 2000: «Ateísmo purificador: poesía y religión en Simone Weil» Archivado el 4 de diciembre de 2013 en Wayback Machine. en SIC, páginas 410-410, Centro Gumilla, Caracas, Venezuela.

- Abril de 2002: «Los excluidos del diálogo» Archivado el 4 de diciembre de 2013 en Wayback Machine. en SIC, páginas 104-105, Centro Gumilla, Caracas, Venezuela.

- 2004: «Una ética para la retórica. La 'Nueva Ilustración' y los medios de comunicación» en LOGOI, Revista de Filosofía, número 7, Universidad Católica Andrés Bello, Caracas, Venezuela.

- Diciembre de 2008: «La "complicidad" del cuerpo» en Ideas y Valores, número 114, Bogotá, Colombia.

- Abril-junio de 2010: «Hombre, sujeto y realidad en la era de la digitalización» (enlace roto disponible en Internet Archive; véase el historial, la primera versión y la última). en Comunicación, páginas 4-9, Equipo de Comunicación, Centro Gumilla, Caracas, Venezuela.

## Escritosin memoriam
- Despedida de Luis Ugalde S.J. (enlace roto disponible en Internet Archive; véase el historial, la primera versión y la última).

- Massimo Desiato. Intelectual comprometido de Fernanda Guevara-Riera.

- Reflexiones sobre un hermano definitivo (enlace roto disponible en Internet Archive; véase el historial, la primera versión y la última). de Freddy Guevara Z.

- E Allora, Massimo? de Gustavo Puerta Leisse.

- Despedida de Domenica Lombardo. (enlace roto disponible en Internet Archive; véase el historial, la primera versión y la última).

- Massimo Desiato, pasión más allá del bien y del mal (enlace roto disponible en Internet Archive; véase el historial, la primera versión y la última). de Johani Ponce.

- Massimo Desiato. Adiós al profesor. (enlace roto disponible en Internet Archive; véase el historial, la primera versión y la última). de Héber García.

- Despedida de Juan José Martín Soto. (enlace roto disponible en Internet Archive; véase el historial, la primera versión y la última).

- Despedida de Brunella Vetta (en italiano). (enlace roto disponible en Internet Archive; véase el historial, la primera versión y la última).

- Despedida de Maurizio Lualdi (en inglés). (enlace roto disponible en Internet Archive; véase el historial, la primera versión y la última).

- Farewell Massimo (enlace roto disponible en Internet Archive; véase el historial, la primera versión y la última). de Óscar Reyes-Matute (en inglés).